# Imotski dekanat
Imotski dekanat, je teritorijalno-pastoralna jedinica u sastavu Splitsko-makarske nadbiskupije i metropolije. Osnovan je 1834. godine, a ime je dobio gradu Imotskom, sjedištu dekanata.
Obuhvaća župe u središnjem dijelu Splitsko-makarske nadbiskupije, koje su sve do 1969. godine prpadale Makarskoj biskupiji. Granice su posljednju promjenu doživjele 1954. godine kada su župe Rašćane i Župa iz Imotskog dekanata priključene novoosnovanom Biokovskom dekanatu.
Imotski dekanat bio je do završetka Drugog svjetskog rata (1939. – 1945.) razdijeljen na četiri vicedekanata sa sjedištima u Imotskom, Grabovcu, Aržanom i Zagvozdu. Danas dekanat ima 22 župe: Aržano, Biorine, Cista Provo, Cista Velika, Dobranje, Grabovac, Imotski, Krstatice, Lokvičići, Lovreć, Medov Dolac, Podbablje, Poljica, Proložac, Ričice, Runović, Slivno, Studenci, Svib, Vinjani, Zagvozd i Zmijavci. Sve župe pripadaju Splitsko-dalmatinskoj županiji, a župama upravljaju svjetovni svećenici i redovnici franjevci provincije Presvetog Otkupitelja.

## Povijest
Područje Imotske krajine naseljeno je još u pretpovijesno razdoblju, što potvrđuju ostaci ilirskih gomila i gradina. Iz rimskog perioda nađeni su lokaliteti s ostacima rimske kulture. Kršćanstvo je u tim krajevima bilo rašireno prije dolaska Hrvata, koji su se naselili u 7. stoljeću. Bizantski car i kroničar Konstantin VII. Porfirogenet, među hrvatskim župama, nabraja i župu Imota, što je ujedno prvi pisani izvor o Imotskom i Imotskoj krajini.
Poslije gubitka hrvatske samostalnosti, Imotskom krajinom vladaju razne hrvatske velikaške obitelji, među kojima se ističu Nelipčići Cetinski, a kasnije i bosanski vladari. Turci su osvojili taj prostor najkasnije do 1493. godine, a oslobođen je tek 1717. godine. Granica koja je tada povučena između Osmanskog Carstva i Mletačke Republike, ostala je nepromijenjena do danas.
Za vrijeme turske vlasti stanovništvo je napuštalo rodni kraj i naseljavalo se na oslobođeno područje pod mletačkom upravom. Najveći iseljenički val zahvatio je Imotsku krajinu poslije Drugog svjetskog rata, kada su mnogi otišli u prekomorske zemlje ili u države zapadne Europe.